# D·J·勒馬修
大衛·約翰·勒馬修（英語：David John LeMahieu；1988年7月13日—），為美國職棒大聯盟的內野手，目前效力於紐約洋基。他先前曾效力過小熊與洛磯兩隊。
勒馬修於2009年大聯盟選秀被小熊隊選中（第2輪），並於2011年登上大聯盟。洛磯隊時期的勒馬修表現甚佳，獲得三座防守金手套獎，二次入選年度全明星陣容，並且在2016年球季拿下國聯打擊王。2018年季外，與紐約洋基隊達成2年合約協議。由於洋基的陣容考量，勒馬修成為一名多功能內野手，堪以負擔三壘、二壘、一壘等位置。2019年再次獲選加入全明星陣容，並獲得生涯首次銀棒獎。在2020年的縮水球季，勒馬修拿下美國聯盟的打擊王，成為現代棒球第一位在美聯、國聯皆有此成就的球員。

## 生平

### 早年
出生於加州維塞利亞，成長過程中也曾在威斯康辛州、密西根州等地居住。高中時期的勒馬修是一名游擊手，也兼練投手。高三時的勒馬修擔任球隊第一棒，擁有5成74打擊率、31支長打的成績，跑出39次盜壘，在92個打席當中僅被三振2次，是稱職的打線先鋒人物。
底特律老虎隊在2007年大聯盟選秀會選中勒馬修（第41輪），勒馬修則是決定先讀大學，再考慮職棒。之後他進入LSU，首個球季（2008年）就繳出3成37打擊率，幫助校隊重返睽違三年的季後賽。

### 職業生涯

#### 芝加哥小熊隊
2009年大聯盟選秀，芝加哥小熊隊以第2輪第79順位選進了勒馬修。他在小聯盟1A出賽了38場，打擊率3成10。2010年在高階1A出賽135場，打擊率3成14。
2011年，勒馬修從2A出發。5月30日登上大聯盟，頂替當時受傷的傑夫·貝克。當時他代打擊出雙殺打。賽後被下放至3A，直到9月才重返大聯盟。值得一提的是，這年勒馬修被選為小聯盟的全明星球員。

#### 科羅拉多洛磯隊
2011年12月8日，小熊隊將勒馬修和泰勒·科爾文一同交易至洛磯隊。
2012年球季，勒馬修仍然從小聯盟出發。5月23日，勒馬修被叫上大聯盟，這次是頂替受傷的內野手喬納森·埃雷拉，後者傷勢痊癒後，他便再次被下放。7月17日，再次登上大聯盟，頂替克里斯·尼爾森。8月14日面對密爾瓦基釀酒人隊的比賽，勒馬修單場4次打出安打，生涯最佳。8月28日面對洛杉磯道奇隊，在正規的9局比賽中完成12次助殺，追平歷史紀錄。
2014年，他的打擊三圍為.267／.315／.348。該年他製造99次雙殺，守下了16分，拿下了個人首座金手套獎。
2015年，勒馬修首度入選明星賽先發二壘手。該年他打擊率3成01。同時，他是全大聯盟最擅長反向打擊（推打）的球員，近四成的安打都打向相反方向。
2016年8月和9月，他的打擊率分別為4成39和3成63。最終他以3成48的打擊率拿下國聯打擊王（亦是全聯盟最佳）。
2017年的明星賽，勒馬修頂替受傷的迪伊·高登出戰。該年他打擊率3成10，並且再度拿下金手套獎。此外，他還拿下防守聖經獎。
2018年，勒馬修單季擊出個人新高的15轟，打擊三圍.276／.321／.428。直到今年為止，勒馬修遭到對手快速球鎖定攻擊的傾向，一直都是全大聯盟最甚者，這點可以看出各家球隊對他打擊弱點的評估。防守方面，該年他的防守成功率高達9成93，並拿下個人第3次金手套，以及威爾森年度防守獎。

#### 紐約洋基隊
2019年1月14日，勒馬修以2年24,000,000美元與紐約洋基隊簽約。因防守端多人傷患，加上三壘手米格爾·安杜哈爾球季報銷，勒馬修做為一枚內野活棋，能守備一、二、三壘、以及游擊位。6月底的倫敦行，勒馬修在2場賽事中共計打出7安，包括3次二壘安打，7分打點，洋基隊也因此橫掃了對手紅襪隊。得益於此一表現，得到單週最佳球員肯定，生涯首次。此外他也得到6月的美聯最佳球員，並獲選明星賽先發二壘手。最終他留下球季打擊率3成27、全壘打26、得分102等成績，另外包括197支安打，33支二壘安打等項目都是生涯新高。特別出色的打擊表現，使他獲得生涯第1座銀棒獎。最後，他在聯盟最有價值球員的票選名列第4。
2020年球季，由於COVID-19的影響，聯盟僅安排60場比賽。勒馬修打出3成64的打擊率，領先大聯盟。此外他也再次獲得銀棒獎，在最有價值球員票選名列第3。
2021年1月27日，與紐約洋基簽下6年90,000,000美金延長合約。5月7日，擊出洋基時期的第300安。勒馬修在2021年的打擊型態仍然不變，拉打率維持全大聯盟最低，相對他的反方向安打率則是大聯盟最高的。

## 技術特點
勒馬修登記的官方身高是6呎4吋，體重215磅。當年有許多球探認為，這樣的身材是純長打打者的模板，很少人預料到勒馬修會發展成以推打見長的安打型打者。打擊時不抬腿，以及較低的擊球仰角（追求安打），都是他的特色。此外，勒馬修是一名對於擊球點掌握甚好的球員，平均的擊球初速來到91.7 mph（統計迄2019年8月8日止）。即使是在打擊「破繭」的2019年球季，他的反方向的全壘打依舊多於拉打，充分詮釋了個人獨特的打擊型態。

## 生涯成績
| 年度 | 球隊 | 場次 | 打席 | 打數 | 得分 | 安打 | 二壘打 | 三壘打 | 全壘打 | 打點 | 盜壘 | 四壞 | 三振 | 打擊率 | 上壘率 | 長打率 |
| 2011 | 小熊 | 37   | 62   | 60   | 3    | 15   | 2      | 0      | 0      | 4    | 0    | 1    | 12   | .250   | .262   | .283   |
| 2012 | 洛磯 | 81   | 247  | 229  | 26   | 68   | 12     | 4      | 2      | 22   | 1    | 13   | 42   | .297   | .332   | .410   |
| 2013 | 洛磯 | 109  | 434  | 404  | 39   | 113  | 21     | 3      | 2      | 28   | 18   | 19   | 67   | .280   | .311   | .361   |
| 2014 | 洛磯 | 149  | 538  | 494  | 59   | 132  | 15     | 5      | 5      | 42   | 10   | 33   | 97   | .267   | .315   | .348   |
| 2015 | 洛磯 | 150  | 620  | 564  | 85   | 170  | 21     | 5      | 6      | 61   | 23   | 50   | 107  | .301   | .358   | .388   |
| 2016 | 洛磯 | 146  | 635  | 552  | 104  | 192  | 32     | 8      | 11     | 66   | 11   | 66   | 80   | .348   | .416   | .495   |
| 2017 | 洛磯 | 155  | 682  | 609  | 95   | 189  | 28     | 4      | 8      | 64   | 6    | 59   | 90   | .310   | .374   | .409   |
| 2018 | 洛磯 | 128  | 581  | 533  | 90   | 147  | 32     | 2      | 15     | 62   | 6    | 37   | 82   | .276   | .321   | .428   |
| 2019 | 洋基 | 145  | 655  | 602  | 109  | 197  | 33     | 2      | 26     | 102  | 5    | 46   | 90   | .327   | .375   | .518   |
| 2020 | 洋基 | 50   | 216  | 195  | 41   | 71   | 10     | 2      | 10     | 27   | 3    | 18   | 21   | .364   | .421   | .590   |
| 2021 | 洋基 | 150  | 679  | 597  | 84   | 160  | 24     | 1      | 10     | 57   | 4    | 73   | 94   | .268   | .349   | .362   |
| 2022 | 洋基 | 125  | 541  | 467  | 74   | 122  | 18     | 0      | 12     | 46   | 4    | 67   | 71   | .261   | .357   | .377   |
| 2023 | 洋基 | 136  | 562  | 497  | 55   | 121  | 22     | 3      | 15     | 44   | 2    | 60   | 125  | .243   | .327   | .390   |
| 2024 | 洋基 | 67   | 228  | 201  | 19   | 41   | 5      | 0      | 2      | 26   | 0    | 19   | 35   | .204   | .269   | .259   |
| 14年 | 14年 | 1628 | 6680 | 6004 | 883  | 1738 | 275    | 39     | 124    | 651  | 93   | 561  | 1013 | .289   | .351   | .410   |

## 個人生活
勒馬修與妻子喬丹在2014年成婚。他們在休季期間居於伯明罕。

## 軼事
- 由於勒馬修穩定的攻擊能力，使隊友蓋瑞·桑契斯暱稱他作「打擊機器」（LeMachine，西語）。[42]

## 外部連結
- 球員資訊和成績在MLB ，ESPN ，Retrosheet ，Baseball Reference ，Baseball Reference (Minors) ，Fangraphs ，The Baseball Cube （英文）